# Gammel Dansk
 Ikke at forveksle med Gammeldansk.
Gammel Dansk er en dansk Bitter
med en kraftig og lang bitter smag. Gammel Dansk, som især anvendes som morgenbitter, fremstilles af Arcus-Gruppen.
De Danske Spritfabrikker i Roskilde begyndte at producere Gammel Dansk i 1964. Produktionen stoppede i 1994 i Roskilde, hvor den blev flyttet til Spritfabrikken i Aalborg. Siden 2015 er Gammel Dansk blevet produceret i Norge.
Der medgår et tital forskellige urter ved fremstilling af Gammel Dansk, hvor iblandt røn træder frem.